# 2760 Kacha
2760 Kacha (1980 TU6) là một tiểu hành tinh nằm phía ngoài của vành đai chính được phát hiện ngày 8 tháng 10 năm 1980 bởi L. Zhuravleva ở Nauchnyj.